# Beira-Mar (film)
Beira-Mar è un film del 2015 diretto da Filipe Matzembacher e Marcio Reolon.

## Trama
Costa meridionale del Brasile. Inviato dal padre a recuperare dei documenti importanti da alcuni parenti, il giovane Martin parte insieme all'amico Tomaz. Bloccati per un fine settimana in una piccola città in inverno, i due giovani cercano di riallacciare la loro vecchia amicizia e finiscono per scoprirsi attratti l'uno dell'altro.

## Riconoscimenti
- 2015 - Festival internazionale del cinema di Berlino
  - Nomination Best First Feature Award a Filipe Matzembacher e Marcio Reolon
- 2015 - Guadalajara International Film Festival
  - Nomination Miglior film a Filipe Matzembacher e Marcio Reolon
- 2015 - Queer Lisboa - Festival Internacional de Cinema Queer
  - Nomination Miglior film a Filipe Matzembacher
- 2015 - Festival internazionale del cinema di Rio de Janeiro
  - Prêmio Félix
  - Miglior film
- 2015 - Taipei Film Festival
  - Nomination International New Talent Competition - Grand Prize a Filipe Matzembacher e Marcio Reolon